# Premi Internacional Simón Bolívar
El Premi Internacional Simón Bolívar fou creat el 1983 per la UNESCO i el govern de Veneçuela, té per objectiu recompensar una activitat particularment meritòria que, de conformitat amb l'esperit de Simón Bolívar, hagi contribuït a la llibertat,la independència i la dignitat dels pobles, a l'enfortiment de la solidaritat entre les nacions, afavorint el seu desenvolupament o facilitant l'adveniment d'un nou ordre internacional econòmic, social i cultural.
Aquesta activitat podrà consistir en una creació intel·lectual o artística, realització social o accions de motivació de l'opinió pública.
El Premi s'atorga bianualment des del 24 de juliol de 1983, data del bicentenari del naixement de Simón Bolívar. Als guardonats se'ls atorga una suma de comú acord entre el Director de la UNESCO i el govern de Veneçuela (actualment 25.000 dòlars). El jurat internacional està compost per 5 personalitats representatives de diverses regions del món designades pel director General de la UNESCO, una personalitat pel govern de Veneçuela i un representant del Director General. Les resolucions del jurat s'adopten per unanimitat. Poden presentar candidatures al premi els estats membres de la UNESCO i organitzacions intergovernamentals o ONGs inscrites en la mateixa organització amb relacions de consulta i d'associació o d'informació i consulta.

## Guardonats
- 1983 Joan Carles I (Espanya) i Nelson Mandela (Sud-àfrica)[3]
- 1985 Grup de Contadora (Colòmbia, Mèxic, Panamà i Veneçuela)[4]
- 1988 Vicaría de la Solidaridad, (Xile)
- 1990 Václav Havel (República Txeca)
- 1992 Aung San Suu Kyi (Myanmar) i Julius K. Nyerere (Tanzània)
- 1996 Muhammad Yunus (Bangladesh)
- 1998 Mário Soares (Portugal) i Milad Hanna (Egipte)[5]
- 2000 Samuel Ruiz García (Mèxic) i Julio Sanguinetti (Uruguai)
- 2004 Nadia Al-Jurdi Nouaihed (Líban) i la Casa de las Américas (Cuba)